# فهرست فرودگاه‌های اروپا
این مقاله به فهرست فرودگاه‌های اروپا مربوط است و شامل فهرست فرودگاه‌های این قاره بر اساس هر کشور می‌شود.

## فهرست‌های بر پایهٔ کشور
با توجه به تعداد فرودگاه‌ها، هر کشور یا قلمرو، دارای فهرست جداگانه‌ای از فرودگاه‌هایش است:

## کشورهای بدون فرودگاه
۵ کشور از ۶ کشور موسوم به کشورک‌های اروپایی دارای فرودگاهی در مرزهای خود نیستند، البته سان مارینو دارای یک پروازگاه کوچک با باندی از چمن است. به‌جز موناکو، باقی کشورها کشور محصور در خشکی بوده و همگی دارای حداقل یک بالگردگاه هستند.

### آندورا
آندورا هیچ فرودگاهی ندارد. فرودگاه‌های نزدیک به آن عبارتند از: فرودگاه ال لیدا-الگوآیره، فرودگاه بارسلونا، فرودگاه تولوز-بلانیاک و فرودگاه جیرونا-کاستا براوا. بر پایهٔ مساحت و جمعیت، آندورا بزرگترین کشور بدون فرودگاه است. اما این کشور دارای سه بالگردگاه است.

### لیختن‌اشتاین
لیختن‌اشتاین تنها دارای یک بالگردگاه در بالزرس است. نزدیک‌ترین فرودگاه‌ها به آن عبارتند از: فرودگاه سنت گالن-آلترنهاین در سوئیس و فرودگاه فریدریش هافن در آلمان که پروازهای محدودی دارند. نزدیک‌ترین فرودگاه بزرگ به لیختن‌اشتاین فرودگاه زوریخ در سوئیس است که سرویس قطار به بوک، سن‌گلان و سرگان نیز دارد.

### موناکو
موناکو تنها یک بالگردگاه به‌نام بالگردگاه موناکو دارد. نزدیک‌ترین فرودگاه به موناکو، فرودگاه نیس کوت دازور در نیس، فرانسه است.

### سان مارینو
سان مارینو تنها یک بالگردگاه و یک پروازگاه با باندی از جنس چمن و به‌طول ۶۸۰ متر دارد نزدیک‌ترین فرودگاه به سن مارینو فرودگاه فدریکو فلینی در ریمینی ایتالیا است.

### واتیکان
واتیکان هیچگونه فرودگاهی ندارد و از نظر فیزیکی نیز امکان ساخت فرودگاهی در مساحت 0.44km۲ امکان‌پذیر نیست. اما در سریر مقدس یک بالگردگاه وجود دارد که برای بازدید مقامات رسمی از دولت‌شهر مورد استفاده قرار می‌گیرد. نزدیک‌ترین فرودگاه به واتیکان فرودگاه چمپینو، رم است.